# Hynobius hirosei
Hynobius hirosei är en groddjursart som beskrevs av Lantz 1931. Hynobius hirosei ingår i släktet Hynobius och familjen Hynobiidae. Inga underarter finns listade i Catalogue of Life.